# Kamenna Reka, Haskovo
Kamenna Reka (în bulgară Каменна Река) este un sat în comuna Topolovgrad, regiunea Haskovo,  Bulgaria. 

## Demografie
Componența etnică a satului Kamenna Reka
     Bulgari (100%)
     Nicio identificare (0%)
     Altele (0%)
La recensământul din 2011, populația satului Kamenna Reka era de 91 locuitori. Din punct de vedere etnic, toți locuitorii erau bulgari.